# VI Governo Constitucional de Portugal
O VI Governo Constitucional de Portugal tomou posse a 3 de janeiro de 1980, sendo chefiado por Francisco Sá Carneiro e Diogo Freitas do Amaral (interinamente) e constituído pela Aliança Democrática, coligação eleitoral formada pelo Partido Social-Democrata, o Centro Democrático Social e o Partido Popular Monárquico, com base nos resultados das eleições de 2 de dezembro de 1979. Terminou o seu mandato a 9 de janeiro de 1981, devido ao falecimento do Primeiro-Ministro Francisco Sá Carneiro, a 4 de dezembro de 1980, em Camarate.

## História
Liderado pelo novo primeiro-ministro social democrata Francisco Sá Carneiro, ex-ministro sem pasta, este governo é formado e apoiado pela Aliança Democrática (AD) entre o Partido Social Democrata (PPD/PSD), o Partido Centro Democrático Social (CDS) e o Partido Popular Monárquico (PPM). Juntos, eles têm 128 deputados em 250, isto é, 51,2% dos assentos na Assembleia da República.
O governo foi formado na sequência das eleições legislativas intercalares de 2 de dezembro de 1979.
Durante as eleições, a AD tornou-se a primeira força política a obter a maioria absoluta dos assentos na Assembleia e, assim, ultrapassou o Partido Socialista (PS), que perdeu o estatuto de partido liderante da política do país, adquirido na sequência da Revolução dos Cravos.
A 27 de dezembro, mais de três semanas depois das eleições, Maria de Lourdes Pintasilgo apresenta a sua demissão ao Presidente da República António Ramalho Eanes de forma a permitir a composição de um novo governo constitucional. A publicação no mesmo dia dos resultados definitivos das eleições legislativas permite ao Chefe de Estado iniciar as suas consultas com vista à nomeação do futuro Chefe do Executivo.
Após as suas discussões com os partidos representados no Parlamento, bem como o Conselho da Revolução, Eanes convida a 29 de dezembro o Presidente do PPD/PSD Francisco Sá Carneiro para formar governo, e anuncia que irá tomar posse no dia 3 de janeiro de 1980. Sá Carneiro entrega-lhe de imediato a sua lista de 16 ministros. Os democratas-cristãos Diogo Freitas do Amaral e Adelino Amaro da Costa ocupam os Ministérios dos Negócios dos Estrangeiros e da Defesa, respectivamente, com Amaral também atuando como vice-primeiro-ministro. Os ministérios da Defesa e do Interior serão chefiados por civis, não havendo militares no Conselho de Ministros pela primeira vez desde 25 de abril de 1974. A escolha de Francisco Pinto Balsemão, jornalista reconhecido, para Ministro-Adjunto do Primeiro-Ministro é percebida como um sinal de moderação do discurso de direita.
O executivo — que integra nove membros do PPD/PSD, cinco do CDS e três independentes — foi devidamente empossado em 3 de janeiro de 1980 pelo Presidente da República, dia da primeira reunião da nova Assembleia da República. O programa do governo, que insiste nomeadamente na adesão de Portugal à Comunidade Económica Europeia, na defesa da autodeterminação de Timor-Leste, no combate à inflação e no melhor equipamento das forças armadas, é aprovado pelos deputados no dia 17 de janeiro.  
Durante as eleições legislativas de 5 de outubro de 1980, a AD reforçou a sua maioria e garantiu a permanência de Sá Carneiro no poder. Este decide então não se demitir, mas simplesmente pedir confiança na recém-eleita Assembleia da República para continuar a governar o país até ao resultado das eleições presidenciais, cuja primeira volta está marcada para 7 de dezembro seguinte. Em 18 de novembro, a moção de confiança foi aprovada por 132 votos favoráveis quatro dias depois, após dois dias de debate .
A 4 de dezembro, o avião que transportava Francisco Sá Carneiro e Adelino Amaro da Costa cai pouco depois da descolagem do Aeroporto de Lisboa, matando todos os seus ocupantes. Compete então ao Vice-Primeiro-Ministro Diogo Freitas do Amaral assumir as funções habitualmente atribuídas ao Primeiro-Ministro, nos termos da Constituição. Na sequência da sua reeleição, o Presidente Eanes nomeia Francisco Pinto Balsemão, sucessor de Sá Carneiro escolhido pelo PPD/PSD, para formar o VII Governo Constitucional, que toma posse no dia 9 de janeiro de 1981.

## Composição
A Lei Orgânica do VI Governo Constitucional, Decreto-Lei n.º 3/80, de 7 de fevereiro, determinou a seguinte composição governativa:
O Governo é constituído pelo Primeiro-Ministro, pelo Vice-Primeiro-Ministro e Ministro dos Negócios Estrangeiros e pelos Ministros, Secretários de Estado e Subsecretários de Estado.
O Governo compreende os seguintes Ministros:
a) Ministro Adjunto do Primeiro-Ministro;
b) Ministro da Defesa Nacional;
c) Ministro da Administração Interna;
d) Ministro da Justiça
e) Ministro das Finanças e do Plano;
f) Ministro da Educação e Ciência;
g) Ministro do Trabalho;
h) Ministro dos Assuntos Sociais;
i) Ministro da Agricultura e Pescas;
j) Ministro do Comércio e Turismo;
l) Ministro da Indústria e Energia;
m) Ministro da Habitação e Obras Públicas;
n) Ministro dos Transportes e Comunicações.
| Cargo                                                   | Retrato | Nome                                           | Período                                      | Partido | Partido                   |
| ------------------------------------------------------- | ------- | ---------------------------------------------- | -------------------------------------------- | ------- | ------------------------- |
| Primeiro-Ministro                                       |         | Francisco Sá Carneiro (1934–1980)              | 3 de janeiro de 1980 a 4 de dezembro de 1980 |         | Partido Social Democrata  |
| Primeiro-Ministro                                       |         | Diogo Freitas do Amaral (interino) (1941–2019) | 4 de dezembro de 1980 a 9 de janeiro de 1981 |         | Centro Democrático Social |
|                                                         |         |                                                |                                              |         |                           |
| Vice-Primeiro-Ministro                                  |         | Diogo Freitas do Amaral (1941–2019)            | 3 de janeiro de 1980 a 9 de janeiro de 1981  |         | Centro Democrático Social |
|                                                         |         |                                                |                                              |         |                           |
| Ministro-Adjunto do Primeiro-Ministro                   |         | Francisco Pinto Balsemão (1937–)               | 3 de janeiro de 1980 a 9 de janeiro de 1981  |         | Partido Social Democrata  |
| Ministro dos Negócios Estrangeiros                      |         | Diogo Freitas do Amaral (1941–2019)            | 3 de janeiro de 1980 a 9 de janeiro de 1981  |         | Centro Democrático Social |
| Ministro da Defesa Nacional                             |         | Adelino Amaro da Costa (1943–1980)             | 3 de janeiro de 1980 a 4 de dezembro de 1980 |         | Centro Democrático Social |
| Ministro da Administração Interna                       |         | Eurico de Melo (1925–2012)                     | 3 de janeiro de 1980 a 9 de janeiro de 1981  |         | Partido Social Democrata  |
| Ministro da Justiça                                     |         | Mário Raposo (1929–2013)                       | 3 de janeiro de 1980 a 9 de janeiro de 1981  |         | Partido Social Democrata  |
| Ministro das Finanças e do Plano                        |         | Aníbal Cavaco Silva (1939–)                    | 3 de janeiro de 1980 a 9 de janeiro de 1981  |         | Partido Social Democrata  |
| Ministro da Educação e Ciência                          |         | Vítor Crespo (1932–2014)                       | 3 de janeiro de 1980 a 9 de janeiro de 1981  |         | Partido Social Democrata  |
| Ministro do Trabalho                                    |         | Eusébio Marques de Carvalho (1935–)            | 3 de janeiro de 1980 a 9 de janeiro de 1981  |         | Independente              |
| Ministro dos Assuntos Sociais                           |         | João Morais Leitão (1938–2006)                 | 3 de janeiro de 1980 a 9 de janeiro de 1981  |         | Centro Democrático Social |
| Ministro da Agricultura e Pescas                        |         | António Cardoso e Cunha (1933–2021)            | 3 de janeiro de 1980 a 9 de janeiro de 1981  |         | Partido Social Democrata  |
| Ministro do Comércio e Turismo                          |         | Basílio Horta (1943–)                          | 3 de janeiro de 1980 a 9 de janeiro de 1981  |         | Centro Democrático Social |
| Ministro da Indústria e Energia                         |         | Álvaro Barreto (1036–2020)                     | 3 de janeiro de 1980 a 9 de janeiro de 1981  |         | Partido Social Democrata  |
| Ministro da Habitação e Obras Públicas                  |         | João Porto (1941–2014)                         | 3 de janeiro de 1980 a 9 de janeiro de 1981  |         | Centro Democrático Social |
| Ministro dos Transportes e Comunicações                 |         | José Carlos Viana Baptista (1931–2004)         | 3 de janeiro de 1980 a 9 de janeiro de 1981  |         | Partido Social Democrata  |
|                                                         |         |                                                |                                              |         |                           |
| Ministro da República para a Região Autónoma dos Açores |         | Henrique Afonso da Silva Horta (1920–2012)     | 3 de janeiro de 1980 a 9 de janeiro de 1981  |         | Independente              |
| Ministro da República para a Região Autónoma da Madeira |         | Lino Miguel (1936–2022)                        | 3 de janeiro de 1980 a 9 de janeiro de 1981  |         | Independente              |

### Secretários e subsecretários de Estado
| Dependência                               | Cargo                                                                               | Detentor                            | Período                                      |
| ----------------------------------------- | ----------------------------------------------------------------------------------- | ----------------------------------- | -------------------------------------------- |
| Presidência do Conselho de Ministros      | Secretário de Estado Adjunto do Primeiro-Ministro e Secretário de Estado da Cultura | Vasco Pulido Valente                | 3 de janeiro de 1980 a 9 de janeiro de 1981  |
| Presidência do Conselho de Ministros      | Secretário de Estado da Comunicação Social                                          | Carlos Sousa e Brito                | 10 de janeiro de 1980 a 9 de janeiro de 1981 |
| Presidência do Conselho de Ministros      | Secretário de Estado da Presidência do Conselho de Ministros                        | António Braz Teixeira               | 3 de janeiro de 1980 a 9 de janeiro de 1981  |
| Presidência do Conselho de Ministros      | Secretário de Estado do Ordenamento Físico e Ambiente                               | Ilídio de Araújo                    | 10 de janeiro de 1980 a 10 de abril de 1980  |
| Presidência do Conselho de Ministros      | Secretário de Estado do Ordenamento Físico e Ambiente                               | Margarida Borges de Carvalho        | 11 de abril de 1980 a 9 de janeiro de 1981   |
| Presidência do Conselho de Ministros      | Secretário de Estado Adjunto do Vice Primeiro-Ministro                              | José Ribeiro e Castro               | 10 de janeiro de 1980 a 9 de janeiro de 1981 |
| Presidência do Conselho de Ministros      | Secretário de Estado da Integração Europeia                                         | Rui Almeida Mendes                  | 10 de janeiro de 1980 a 9 de janeiro de 1981 |
| Presidência do Conselho de Ministros      | Secretário de Estado da Reforma Administrativa                                      | Carlos Robalo                       | 10 de janeiro de 1980 a 9 de janeiro de 1981 |
| Ministério dos Negócios Estrangeiros      | Secretária de Estado da Emigração e Comunidades Portuguesas                         | Manuela Aguiar                      | 10 de janeiro de 1980 a 9 de janeiro de 1981 |
| Ministério dos Negócios Estrangeiros      | Secretário de Estado dos Negócios Estrangeiros                                      | Luís de Azevedo Coutinho            | 10 de janeiro de 1980 a 9 de janeiro de 1981 |
| Ministério da Administração Interna       | Secretário de Estado da Administração Interna                                       | José Luís da Cruz Vilaça            | 10 de janeiro de 1980 a 9 de janeiro de 1981 |
| Ministério da Administração Interna       | Secretário de Estado da Administração Regional e Local                              | José Silva Peneda                   | 10 de janeiro de 1980 a 9 de janeiro de 1981 |
| Ministério das Finanças e do Plano        | Secretário de Estado Adjunto do Ministro das Finanças e do Plano                    | José Silveira Godinho               | 10 de janeiro de 1980 a 9 de janeiro de 1981 |
| Ministério das Finanças e do Plano        | Secretário de Estado das Finanças                                                   | Alípio Dias                         | 10 de janeiro de 1980 a 9 de janeiro de 1981 |
| Ministério das Finanças e do Plano        | Secretário de Estado do Orçamento                                                   | António Figueiredo Lopes            | 10 de janeiro de 1980 a 9 de janeiro de 1981 |
| Ministério das Finanças e do Plano        | Subsecretário de Estado do Orçamento                                                | Rui Carp                            | 10 de janeiro de 1980 a 9 de janeiro de 1981 |
| Ministério das Finanças e do Plano        | Secretário de Estado do Planeamento                                                 | Miguel José Ribeiro Cadilhe         | 10 de janeiro de 1980 a 9 de janeiro de 1981 |
| Ministério das Finanças e do Plano        | Secretário de Estado do Tesouro                                                     | José Tavares Moreira                | 10 de janeiro de 1980 a 9 de janeiro de 1981 |
| Ministério da Educação e Ciência          | Secretário de Estado da Educação                                                    | Roberto Carneiro                    | 1 de março de 1980 a 9 de janeiro de 1981    |
| Ministério da Educação e Ciência          | Secretário de Estado do Ensino Superior                                             | Sebastião Formosinho Sanches Simões | 1 de março de 1980 a 9 de janeiro de 1981    |
| Ministério da Educação e Ciência          | Secretário de Estado da Juventude e Desportos                                       | Joaquim Araújo e Sá                 | 1 de março de 1980 a 9 de janeiro de 1981    |
| Ministério do Trabalho                    | Secretário de Estado do Emprego                                                     | Luís Morales                        | 10 de janeiro de 1980 a 9 de janeiro de 1981 |
| Ministério do Trabalho                    | Secretário de Estado do Trabalho                                                    | José Raimundo                       | 10 de janeiro de 1980 a 9 de janeiro de 1981 |
| Ministério dos Assuntos Sociais           | Secretária de Estado da Família                                                     | Teresa Costa Macedo                 | 10 de janeiro de 1980 a 9 de janeiro de 1981 |
| Ministério dos Assuntos Sociais           | Secretário de Estado da Saúde                                                       | Fernando Costa e Sousa              | 10 de janeiro de 1980 a 9 de janeiro de 1981 |
| Ministério dos Assuntos Sociais           | Secretário de Estado da Segurança Social                                            | António Bagão Félix                 | 10 de janeiro de 1980 a 9 de janeiro de 1981 |
| Ministério da Agricultura e Pescas        | Secretário de Estado do Comércio e Indústrias Agrícolas                             | Francisco Lino                      | 10 de janeiro de 1980 a 9 de janeiro de 1981 |
| Ministério da Agricultura e Pescas        | Secretário de Estado da Estruturação Agrária                                        | João Ribeiro Goulão                 | 10 de janeiro de 1980 a 9 de janeiro de 1981 |
| Ministério da Agricultura e Pescas        | Secretário de Estado do Fomento Agrário                                             | José Carvalho Cardoso               | 10 de janeiro de 1980 a 9 de janeiro de 1981 |
| Ministério da Agricultura e Pescas        | Secretário de Estado das Pescas                                                     | João Albuquerque                    | 10 de janeiro de 1980 a 9 de janeiro de 1981 |
| Ministério do Comércio e Turismo          | Secretário de Estado do Comércio Externo                                            | Armando de Sousa e Almeida          | 10 de janeiro de 1980 a 9 de janeiro de 1981 |
| Ministério do Comércio e Turismo          | Secretário de Estado do Comércio Interno                                            | António Escaja Gonçalves            | 10 de janeiro de 1980 a 9 de janeiro de 1981 |
| Ministério do Comércio e Turismo          | Secretário de Estado do Turismo                                                     | Alberto Regueira                    | 10 de janeiro de 1980 a 9 de janeiro de 1981 |
| Ministério da Indústria e Energia         | Secretário de Estado da Energia e Minas                                             | António Silva Pinto                 | 10 de janeiro de 1980 a 9 de janeiro de 1981 |
| Ministério da Indústria e Energia         | Secretário de Estado da Indústria Transformadora                                    | Ricardo Bayão Horta                 | 10 de janeiro de 1980 a 9 de janeiro de 1981 |
| Ministério da Habitação e Obras Públicas  | Secretário de Estado da Habitação e Urbanismo                                       | Casimiro Pires                      | 10 de janeiro de 1980 a 9 de janeiro de 1981 |
| Ministério da Habitação e Obras Públicas  | Secretário de Estado das Obras Públicas                                             | Carlos Vaz Pardal                   | 10 de janeiro de 1980 a 9 de janeiro de 1981 |
| Ministério dos Transportes e Comunicações | Secretário de Estado da Marinha Mercante                                            | José da Silva Domingos              | 10 de janeiro de 1980 a 9 de janeiro de 1981 |
| Ministério dos Transportes e Comunicações | Secretário de Estado dos Transportes                                                | Miguel Anacoreta Correia            | 10 de janeiro de 1980a 9 de janeiro de 1981  |